# William Phillips (Basketballspieler)
William Warren „Bill“ Phillips (* 18. März 1979 in Nizza, Frankreich) ist ein ehemaliger französisch-US-amerikanischer Basketballspieler. Er spielte für die Gießen 46ers in der deutschen Basketball-Bundesliga. Phillips ist 208 cm groß und 110 kg schwer.

## Werdegang
Phillips, Sohn eines US-amerikanischen Vaters und einer französischen Mutter, die beide selbst professionelle Basketballspieler waren, spielte an der Archbishop Carrol High School im US-Bundesstaat Pennsylvania sowie anschließend in der NCAA für die Mannschaft des College of William and Mary (1997/98) sowie von 1999 bis 2002 der Saint Joseph’s University.
Seine Laufbahn als Berufsbasketballspieler begann in der Sommerliga der NBA, dort lief Phillips für die Mannschaft Miami Heat auf. Einen Vertrag für die folgende Saison in der nordamerikanischen Liga erhielt er nicht. Bei GS Marousi in Athen bestritt er nur vier Spiele, im Dezember 2002 stieß Phillips zu Tau Vitoria (Spanien). Ende Januar 2003 lief dort sein Vertrag aus, Ligakonkurrent CB Granada nahm ihn kurz darauf unter Vertrag.
Von 2003 bis 2005 stand Phillips in Diensten von Paris Basket Racing, spielte hernach in Italien, dann bei Plus Pujol Lleida in der zweiten Liga Spaniens.
Im Februar 2008 wurde er vom deutschen Bundesligisten Gießen 46ers verpflichtet. Er bestritt sieben Bundesliga-Spiele für die Mittelhessen, in denen er im Schnitt 12,9 Punkte erzielte. Sein nächster Verein wurde im August 2008 der spanische Zweitligist CB Breogán.
Zuletzt spielte er 2009 für Pistoia Basket 2000 in Italien. Da Phillips unter Sprunggelenksbeschwerden litt, verpflichtete Pistoia Anfang November 2009 den Schweden Martin Ringström als Ersatz.
Phillips spielte zeitweise für Frankreichs B-Nationalmannschaft, die A' genannt wird.

## Erfolge
- 1998: Colonial Athletic Association's All-Rookie team
- 2001: Berufung in die Französische Nationalmannschaft
- 2001: Atlantic 10 Conference Meister der Hauptrunde
- 2001: Atlantic 10 Conference 3rd Team
- 2001: All-Portsmouth Invitational Tournament Consolation Team
- 2002: All-Atlantic 10 2nd Team